# Roberto Álvarez
Roberto Álvarez Ruiz (Gijón, Asturias; 13 de mayo de 1956) es un actor de cine, teatro y televisión español.
En cine participó en Entre las piernas (1999) de Manuel Gómez Pereira, Juana la Loca (2001) y Manolito Gafotas. 
En televisión actuó en Ana y los 7, Hospital Central, Cuéntame cómo pasó, Tierra de lobos, Carlos, rey emperador y Servir y proteger

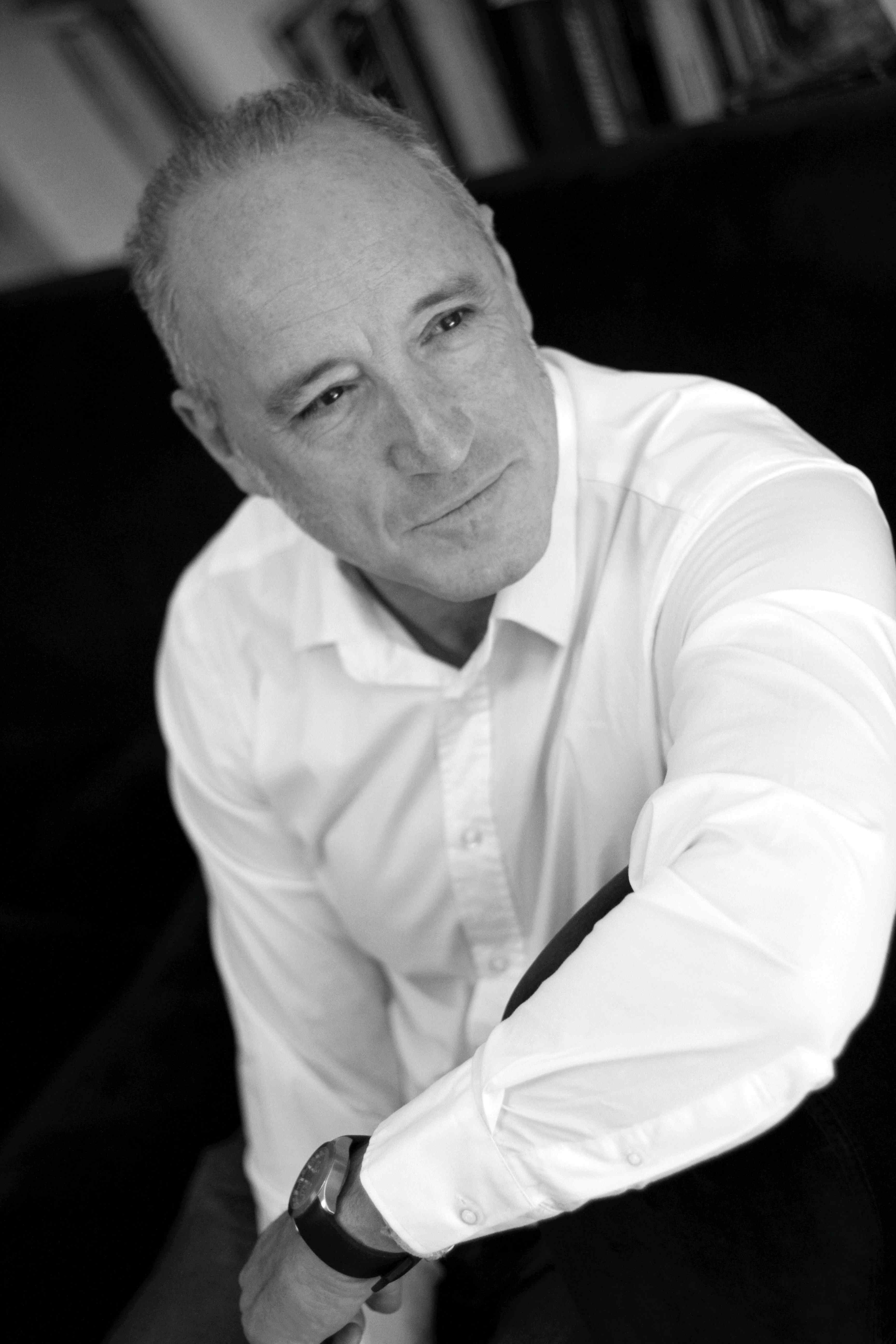
Roberto Álvarez en 2014

## Filmografía

### Cine
| Año  | Título                                            | Personaje         | Dirección                                 |
| ---- | ------------------------------------------------- | ----------------- | ----------------------------------------- |
| 2023 | Si todas las puertas se cierran                   | Padre Serra       | Antonio Cuadri                            |
| 2020 | El secreto de Belmez                              | Pedro Santos      | Juan Miguel del Castillo                  |
| 2020 | La suite nupcial                                  | Recepcionista     | Carlos Iglesias                           |
| 2019 | Vesania (cortometraje)                            | Germán            | Elisabet Terri                            |
| 2019 | Abuelos                                           | Arturo            | Santiago Requejo                          |
| 2016 | Estirpe                                           | Roberto productor | Adrián López                              |
| 2015 | Neckan                                            | García Musoles    | Gonzalo Tapia                             |
| 2015 | A cambio de nada                                  | Darío abogado     | Daniel Guzmán                             |
| 2014 | 2 francos, 40 pesetas                             | Arturo            | Carlos Iglesias                           |
| 2013 | La perla de Jorge                                 | Jorge             | Pablo Fernández-Vilalta                   |
| 2012 | Se vende perro que habla, 10 euros (cortometraje) | Comprador         | Lewis Martin Soucy                        |
| 2011 | Guardianes del Temple                             | Templario         | Marcos Moreno                             |
| 2011 | El Capitán Trueno y el Santo Grial                | Martín            | Antonio Hernández                         |
| 2009 | Dieta mediterránea                                | Ramón             | Joaquín Oristrell                         |
| 2008 | Las gafas (cortometraje)                          | Tomy              | Alberto García Martín                     |
| 2007 | El menor de los males                             | Eduardo           | Antonio Hernández                         |
| 2006 | Los Borgia                                        | Burkard           | Antonio Hernández                         |
| 2005 | Las viandas (cortometraje)                        | Comensal          | José Antonio Bonet                        |
| 2002 | La vida de nadie                                  | José              | Eduard Cortés                             |
| 2002 | Nos miran                                         | Sacerdote         | Norberto López Amado                      |
| 2002 | En la ciudad sin límites                          | Luis              | Antonio Hernández                         |
| 2002 | Hable con ella                                    | Doctor Vega       | Pedro Almodóvar                           |
| 2001 | Historia de un búho (cortometraje)                | Conductor Buho    | José Luis Acosta                          |
| 2001 | Juana la Loca                                     | Admiral           | Vicente Aranda                            |
| 2001 | Tiempos de azúcar                                 | Carlos            | Juan Luis Iborra                          |
| 2001 | Lena                                              | Milio             | Gonzalo Tapia                             |
| 2000 | El portero                                        | Don Constantino   | Gonzalo Suárez                            |
| 2000 | Km. 0                                             | Marido de Marga   | Yolanda García Serrano y Juan Luis Iborra |
| 1999 | Ataque verbal                                     | Ángel             | Miguel Albaladejo                         |
| 1999 | La mujer más fea del mundo                        | Teniente Arribas  | Miguel Bardem                             |
| 1999 | Manolito Gafotas                                  | Manolo            | Miguel Albaladejo                         |
| 1999 | Entre las piernas                                 | Anastasio         | Manuel Gómez Pereira                      |
| 1998 | Nada en la nevera                                 | Rodrigo           | Álvaro Fernández Armero                   |
| 1997 | Amor de hombre                                    | Álvaro            | Yolanda García Serrano y Juan Luis Iborra |
| 1994 | El baile de las ánimas                            | Sargento          | Pedro Carvajal                            |
| 1991 | Cómo levantar 1000 kilos                          |                   | Antonio Hernández                         |

### Televisión
| Año               | Título                          | Personaje              | Cadena         | Notas          |
| ----------------- | ------------------------------- | ---------------------- | -------------- | -------------- |
| 1983              | Puesta a punto                  | Regidor                | La 1           | 1 episodio     |
| 1989              | El mundo de Juan Lobón          | Guardia de El Prado    | La 1           | 1 episodio     |
| 1995              | Función de noche                |                        | La 1           | 1 episodio     |
| 1998 - 1999       | La casa de los líos             |                        | Antena 3       | 2 episodios    |
| 1999              | Condenadas a entenderse         | Pedro                  | Antena 3       | 7 episodios    |
| 1999              | El comisario                    | Nacho Fuentes          | Telecinco      | 1 episodio     |
| 2000              | Raquel busca su sitio           |                        | La 1           | 1 episodio     |
| 2000              | Un chupete para ella            | Vicente                | Antena 3       | 1 episodio     |
| 2001              | Antivicio                       | Padre Jorge            | Antena 3       | 1 episodio     |
| 2001              | Abogados                        | Rodri                  | Telecinco      | 7 episodios    |
| 2002 - 2005       | Ana y los siete                 | Fernando Hidalgo       | La 1           | 92 episodios   |
| 2007              | Hospital Central                | Dr. Julio Román        | Telecinco      | 5 episodios    |
| 2008              | Futuro: 48 horas                | Alonso Aguirre         | Antena 3       | 2 episodios    |
| 2009              | 23-F: Historia de una traición  | Comandante             | Antena 3       | 2 episodios    |
| 2009              | Marisol, la película            | Manuel                 | Antena 3       | 2 episodios    |
| 2009              | Sin tetas no hay paraíso        | Paquito                | Telecinco      | 3 episodios    |
| 2009 - 2011; 2013 | Cuéntame cómo pasó              | Ernesto Ochotorena     | La 1           | 20 episodios   |
| 2010              | Gavilanes                       | Bernardo Elizondo      | Antena 3       | 2 episodios    |
| 2010              | Tarancón. El quinto mandamiento | Patino                 | La 1           | 2 episodios    |
| 2011              | Sofía                           | Pedro de Grecia        | Antena 3       | 2 episodios    |
| 2012              | Gernika bajo las bombas         | Agirre                 | EITB Telebista | 2 episodios    |
| 2013 - 2014       | Tierra de lobos                 | Fernando Bravo         | Telecinco      | 4 episodios    |
| 2014              | B&B, de boca en boca            | José Fraguas           | Telecinco      | 1 episodio     |
| 2014              | Ciega a citas                   | Antonio                | Cuatro         | 4 episodios    |
| 2015              | El Ministerio del Tiempo        | Padre de Julián        | La 1           | 1 episodio     |
| 2015              | Carlos, Rey Emperador           | Cardenal Tavera        | La 1           | 5 episodios    |
| 2017 - 2023       | Servir y proteger               | Antonio Torres Morales | La 1           | 1372 episodios |
| 2023 - 2024       | Amar es para siempre            | Federico Quevedo Arrán | Antena 3       | 132 episodios  |

### Teatro
- Fausto (1985), de Goethe. Dirigida por Luis Olmos. Como Mefistófeles.
- La extraña tarde del doctor Burke (1986), de L. Smocek. Dirigida por Antonio Llopis. Como Vastlaf.
- Mme Josephine... A mi querido Chéjov (1987), de Luis Olmos. Dirigida por Luis Olmos. Como Alexander.
- El ahorcado (1988), de Eça de Queirós. Dirigida por Luis Olmos. Como Morito.
- Historia de un soldado (1989), de Charles Ferdinand Ramuz e Ígor Stravinski. Dirigida por Antonio Llopis. Como Soldado.
- La pasión de Drácula (1990), de Luis Olmos. Dirigida por Luis Olmos. Como Harker.
- Al fin solos (1992), de Luis Olmos. Dirigida por Luis Olmos. Como Simón.
- La zapatera prodigiosa (1994) de Federico García Lorca. Dirigida por Luis Olmos. Como Zapatero.
- El enfermo imaginario (1996), de Molière. Dirigida por Luis Olmos. Como Beraldo.
- Delirio (1999), de Ionesco. Dirigida por Luis Olmos y Amelia Ochandiano. Como Él y Señor Martín.
- Pedro y el lobo (2003), de Prokófiev. Dirigida por Josep Caballé-Domenech y ejecución de la Orquesta Titular del Teatro Real. Como Narrador.
- En casa, en Kabul (2007), de Tony Kushner. Dirigida por Mario Gas para una producción del Teatro Español. Como Milton.
- Casa de muñecas (2010), de Ibsen. Dirigida por Amelia Ochandiano.
- El instante del absurdo (2011) de Chus Gutiérrez. Festival de Mérida.
- Anfitrión (2012), de Plauto. Dirigida por Juan Carlos Pérez de la Fuente. Festival de Mérida.
- Hombres de 40 (2013), de Eduardo Galán. Dirigida por Mariano de Paco.
- Continuidad de los parques (2014), de Jaime Pujol. Dirigida por Sergio Peris-Mencheta.
- El discurso del rey (2015), de David Seidler. Dirigida por Magüi Mira.
- La cocina (2016), de Arnold Wesker. Dir. Sergio Peris-Mencheta.
- Festen (2017), de Thomas Wittenberg y Morgens Rukov. Dir. Magüi Mira.
- La Orestiada (2017), de Esquilo versión: Luis García Montero. Dir. José Carlos Plaza. Festival de Mérida.
- Intocables (2019-2020), de Oliver Nakache y Eric Toledano. Dir. Garbi Losada.
- Equus (2022-2023), de Peter Shaffer. Dir. Carolina África

## Premios
- 2015 Premio GAVA mejor actor de cine.
- 2014 Premio GAVA mejor actor de televisión.
- 2002 Mejor actor Festival de Cine de Alfaz del Pi.
- 2002 Mención Especial del Jurado al mejor actor. Semana de Cine de Medina del Campo.
- 2001 MAX mejor empresario teatral por El verdugo.